# 陈梦林 (1984年)
陈梦林（1984年—），女性，中共党员，中华人民共和国政治人物、全国脱贫攻坚先进个人。

## 生平
2017年，陈梦林出任湖南省娄底市新化县维山乡水口村党总支书记，期间因在脱贫攻坚战中作出突出贡献，2021年2月25日全国脱贫攻坚总结表彰大会上，陈梦林被授予“全国脱贫攻坚先进个人”。
2023年1月18日，陈梦林当选为第十四届全国人民代表大会湖南省代表